# Hołoble

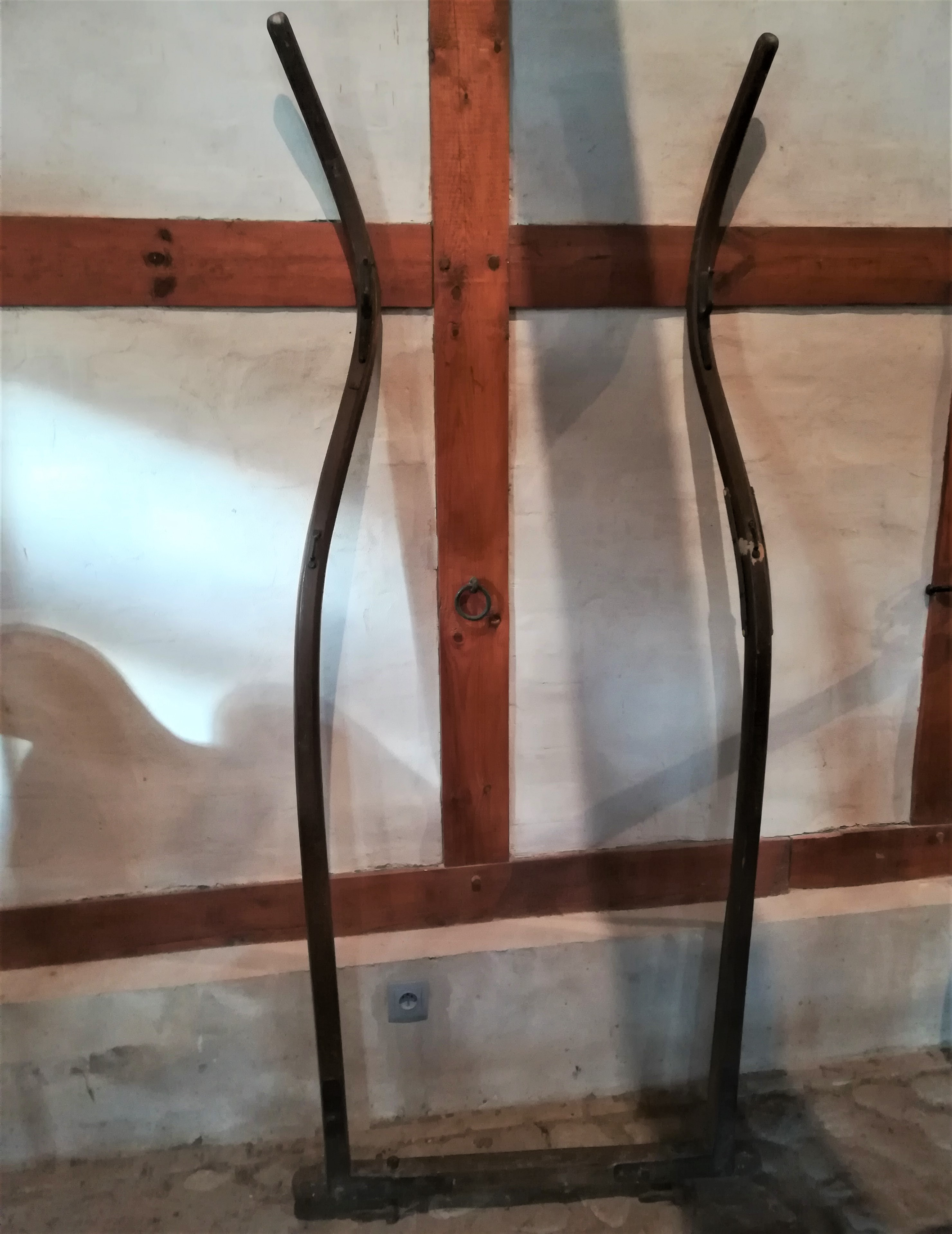
Hołoble w ekspozycji Twierdzy Boyen w Giżycku

Hołoble (także: hołobla) – element uprzęży (zwłaszcza podlaskiej).
Hołobla w zaprzęgu jednokonnym stanowi jeden z dwóch dyszli bocznych. Połączona jest rzemieniami (użwami) z chomątem lub pałąkiem z drewna (dugą lub duhą). Całość stanowi sztywny zestaw ciągnący.